# Karkelo
Karkelo je osmé studiové album od finské kapely Korpiklaani. Bylo vydáno v roce 2009.

## Seznam skladeb
| Pořadí         | Název                         | Hudba          | Text           | Délka |
| -------------- | ----------------------------- | -------------- | -------------- | ----- |
| 1.             | Vodka                         | Järvelä        | Järvelä        | 2:59  |
| 2.             | Erämaan ärjyt                 | Järvelä        | Jyrkäs         | 2:56  |
| 3.             | Isku pitkästä ilosta          | Järvelä        | Jyrkäs         | 4:10  |
| 4.             | Mettänpeiton valtiaalle       | Järvelä        | Jyrkäs         | 6:41  |
| 5.             | Juodaan viinaa (Hector cover) | Harma          | Harma          | 3:15  |
| 6.             | Uniaika                       | Aaltonen       | Jyrkäs         | 4:22  |
| 7.             | Kultanainen                   | Järvelä        | Jyrkäs         | 6:16  |
| 8.             | Bring Us Pints of Beer        | Järvelä        | Järvelä        | 2:48  |
| 9.             | Huppiaan aarre                | Aaltonen       | Jyrkäs         | 5:12  |
| 10.            | Könnin kuokkamies (bonus)     | Kauppinen      | Jyrkäs         | 3:04  |
| 11.            | Vesaisen sota                 | Järvelä        | Järvelä        | 3:39  |
| 12.            | Sulasilmä                     | Järvelä        | Jyrkäs         | 5:37  |
| 13.            | Kohmelo                       | Järvelä        | Järvelä        | 3:28  |
| Celková délka: | Celková délka:                | Celková délka: | Celková délka: | 54:27 |

## Obsazení

### Kapela
- Jonne Järvelä - zpěv, kytara, perkuse
- Kalle "Cane" Savijärvi - kytara, oprovodný zpěv
- Jarkko Aaltonen - baskytara
- Juho Kauppinen - harmonika, doprovodný zpěv, kytara v písni 6
- Jaakko "Hittavainen" Lemmetty - housle, viola, mandolína, irská píšťalka
- Matti Johansson - bicí, doprovodný zpěv

### Hosté
- Juha Jyrkäs - zpěv, kantele a texty
- Aksu Hanttu - doprovodný zpěv